# Neocondylactis
Neocondylactis is een geslacht van zeeanemonen uit de familie van de Actiniidae.

## Soort
- Neocondylactis singaporensis England, 1987